# Împerechere

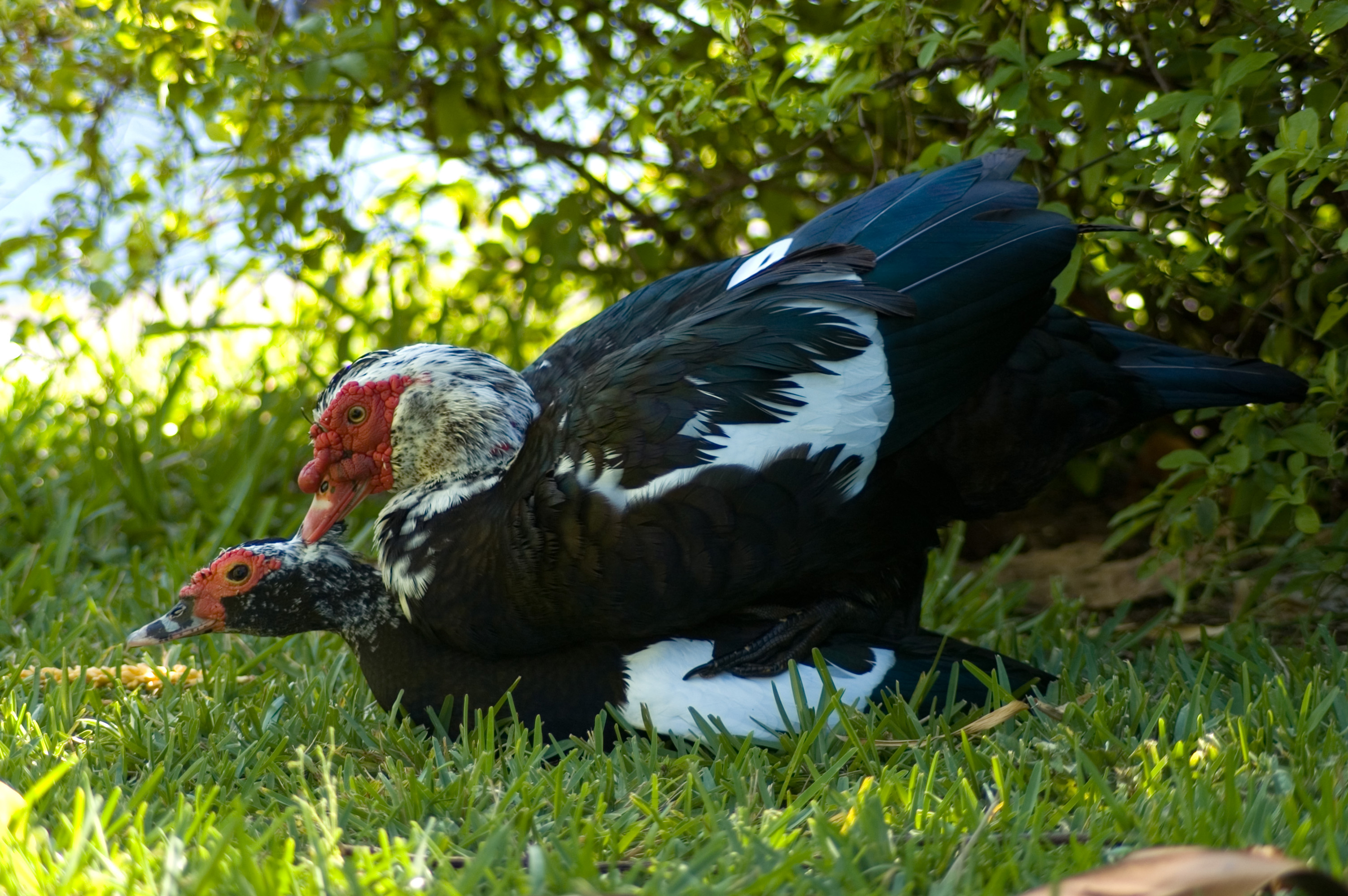

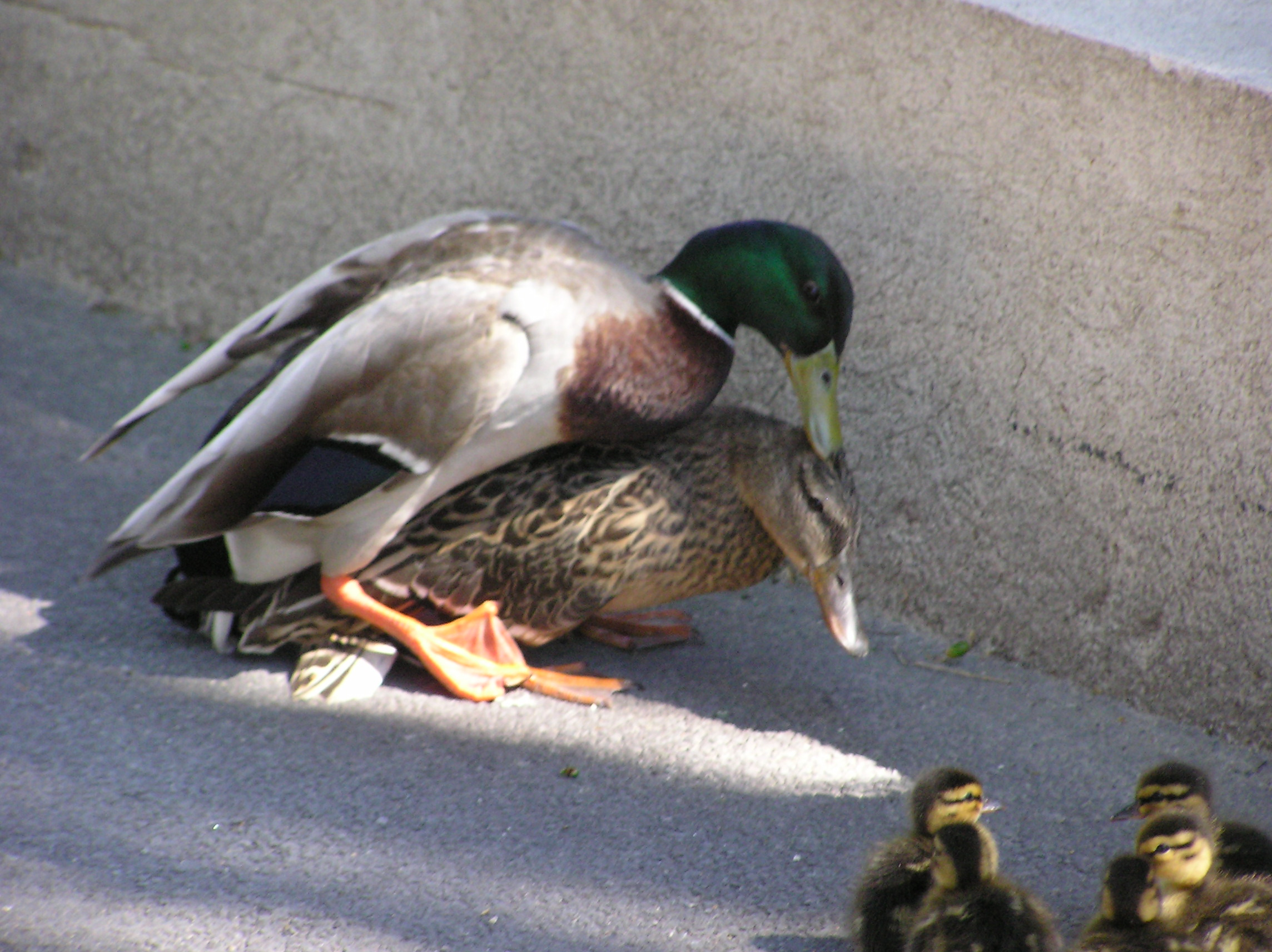
Împerechere între raţe

În biologie împerecherea este totalitatea proceselor de curtare, însămânțare și creștere a puilor pe care le realizează indivizii de sex opus cu scopul de a procrea și se înmulți. În cazul unor specii de păsări ambii parteneri construiesc cuibul, clocesc ouăle și hrănesc puii. 
În cazul animalelor domestice, tehnicile de reproducere asistată precum însămânțarea artificială anulează procesul natural de împerechere. 